# 胶藤科
胶藤科又名隐瓣藤科，只有1属2种，生长在澳大利亚东西沿海地区。
本科植物为不规则的灌木，类似藤本；单叶对生，有小锯齿；花没有花瓣，花萼延长类似花冠；果实为蒴果。
1981年的克朗奎斯特分类法将其放入火把树科内，属于蔷薇目，1998年根据基因亲缘关系分类的APG 分类法没有变化，2003年经过修订的APG II 分类法单独列出一个科，放在新设立的虎耳草目中。